# Ripsa kyrka
Ripsa kyrka är en kyrka som tillhör Rönö församling i Strängnäs stift. Kyrkan ligger i Ripsa i Nyköpings kommun.

## Kyrkobyggnaden
På 1000-talet uppfördes en träkyrka på platsen som ersattes av nuvarande stenkyrka på 1100-talet. Kyrkan består av ett långhus med ett tresidigt kor i öster. I norr finns en sakristia och i väster ett lågt torn.
Sakristian tillkom senare under medeltiden. Tornet tillkom 1609 och ett numera rivet vapenhus i söder tillkom 1612.
Innertakets valv är slagna 1609. En korabsid tillkom 1622 och gravkoret vid kyrkans södra sida tillkom troligen på 1640-talet. En ombyggnad genomfördes åren 1828–1834 då vapenhuset vid södra sidan revs och ingången flyttades till tornets västra sida.

## Kyrkklockor
- Storklockan finns med i inventarier 1708 men är omgjuten 1717, 1754, 1772, 1799 och 1894, då arbetet utfördes av K. G. Bergholts. Bakom två av omgjutningarna står kungliga dödsringningar, för Fredrik I 1751 och Adolf Fredrik 1771. Lillklockan är gjuten 1799 av C. F. Grönwall.[1]

## Inventarier
- Ett rökelsekar är från 1200-talet.
- En dopfunt är troligen jämngammal med kyrkan, påträffad i samband med en gravöppning 1933.
- En kristusbild, en smärtoman från ett passionsaltarskåp härrör från slutet av 1300-talet.
- En predikstol skänktes till kyrkan 1625. Nuvarande predikstol kom till kyrkan 1689 och fanns tidigare i Vibyholms slottskyrka. Samtidigt flyttades tidigare predikstol från 1625 till Lids kyrka där den ännu finns kvar.
- En minnestavla över "schlesiska religionsfriheten" 1707, liknande tavlor sattes upp i en mängd kyrkor vid den tiden.
- Övre delen till en ljusstav från början av 1500-talet har från Ripsa kyrka överförts till Statens historiska museum. Karl August af Schmidt kom utifrån vapenbilderna att koppla den till Lars Axelsson (Tott).[1]

## Ljusredskap
Framför altaret hänger en ljuskrona som 1903 skänktes till kyrkan till minne av Ulla von Eckermann. Ljuskronan i gamla koret skänktes 1668 till kyrkan av Maria Skytte och 1663 hade kronan i östligaste långhusvalvet skänkts till kyrkan till minne av hennes mor Anna Bielkenstierna. Framför läktaren hänger en liten ljuskrona, som Elver Johansson, inspektor på Edeby gav 1732 tillsammans med 60 Daler till "everderlig juleljus". Kronan är daterad 1717. Han skänkte 1717 två trätavlor till kyrkan. Han och hans hustru har sina gravplatser direkt under kronan, vid restaureringen av kyrkan 1893 då alla kyrkans övriga gravar grävdes om, fick denna ligga kvar.
En järnkrona från 1600-talet har senare flyttats till gravkoret. En del av kyrkans tennljusstakar kom efter stölden 1923 att överföras till Edeby för säkrare förvaring.

## Gravminnen
- I gravkoret finns gravstenen över Nils Claesson (Bielkenstierna) och hans hustru Gunilla Gunnelstierna. Nils Claesson med rustning, värja och en hjälm vid fötterna, hon i 1500-talsdräkt. Stenen låg fram till 1893 på en murad tumba, där plats fanns för hans måg Jakob Skytte bredvid. Gravstenen över mågen kom dock aldrig att placeras på platsen, den skadades i en brant backe under transporten hit, och kom till slut att föras till Spelviks kyrka, där den sedan blev kvar. 17 mars 1736 stannade Erik Gustaf Queckfeldt som var ättling till Jakob Skytte utanför Lundby prästgård, där kyrkoherden Eric Westman då satt och arbetade på sin predikan. Queckfeldt bad att få låna kyrknyckeln då han ville besöka sin släkting. Eric Westman ursäktade sig med sin ålder att han inte följde Queckfeldt ut till kyrkan. Timmarna gick dock utan att Queckfeldt hördes av. Slutligen begav han sig till kyrkan, där dörrarna stod öppna, Quckefelt var borta, med sig hade han tagit silverplåtarna från Jakob Skyttes kista och den ring liket burit på sin hand. Erik Gustaf Queckfeldt kom att anmälas för nidingsdåd inför Svea hovrätt, men saken kom att släppas sedan Queckfelt anslagit 33 daler och 16 skilling till gravens underhåll, silverplåtarna och ringen förblev borta.[1]

## Kyrksilver
Nästan allt kyrkans silver stals 1923 då en tjuv kröp in genom norra fönstret gravkoret och den vägen kom in i kyrkan. Tyvärr fanns då inga fotografier av föremålen. En kalk i nysilver har fått ersätta den äldre nattvardskalken. En brudkrona i förgyllt silver skänktes till kyrkan 1906 till minne av Ulla von Eckermann. Sockenbudstyget finns också bevarat, och omgjordes senast 1798 av en guldsmed i Nyköping.

## Textilier
Bland textilier märks främst ett antependium prytt med initialerna NCS - GGS jämte årtalet 1618 och vapensköldar för ätterna Bielkenstierna och Gyllenstierna. Det skänktes till kyrkan 1618 och är av purpurfärgad sammet. Mest intressant är den övre kanten av ursprungligen karmosinrött siden, som sytts samman av en profan duk från 1400-talet. Bland dekoren på duken förekommer ett vädurshuvud i en vapensköld, varför duken möjligen kan ha tillhört Gustav Karlsson (Gumsehuvud), hans hustrus farbror Lars Axelsson (Tott) ägde Edeby.
Vidare finns en röd sammetsmässhake som på ryggen bär ett kors av guldspets. Möjligen är den identisk med en röd mässhake som ingick i donationen av antependiet ovan 1618. I kyrkan finns även en brudpäll mitten av 1700-talet i röd sammet med mönstring i grönt, gult och mörkbrunt.

### Orgel
- 1753 byggde Jonas Gren och Petter Stråhle, Stockholm en orgel med 6 stämmor.[2]
- 1894 byggde E A Setterquist & Son i Örebro en orgel med 6 stämmor.[2] Den blev skänkt till kyrkan av godsägare Per Erik Lindahl (1817–1905) på Åboö säteri.[3]
- Den nuvarande pneumatiska orgeln byggdes 1937 av Th Frobenius & Co i Lyngby i Danmark.[2]

| Huvudverk I C-f3  | Svällverk II C-f3 | Pedal C-f1  | Koppel  | Övrigt                 |
| Principal 8´      | Gedackt 8´        | Subbas 16´  | I/P     | 1 fri kombination.     |
| Rörflöjt 8´       | Salicional 8´     | Oktavbas 8´ | II/P    | 2 fasta kombinationer. |
| Oktava 4´         | Gemshorn 4´       |             | II/I    |                        |
| Flöjt 4´          | Nasard 2 2/3'     |             | II 4'/I |                        |
| Spetskvint 2 2/3' | Blockflöjt 2'     |             | II 4'/P |                        |
| Oktava 2'         | Crescendosvällare |             |         |                        |

## Bilder

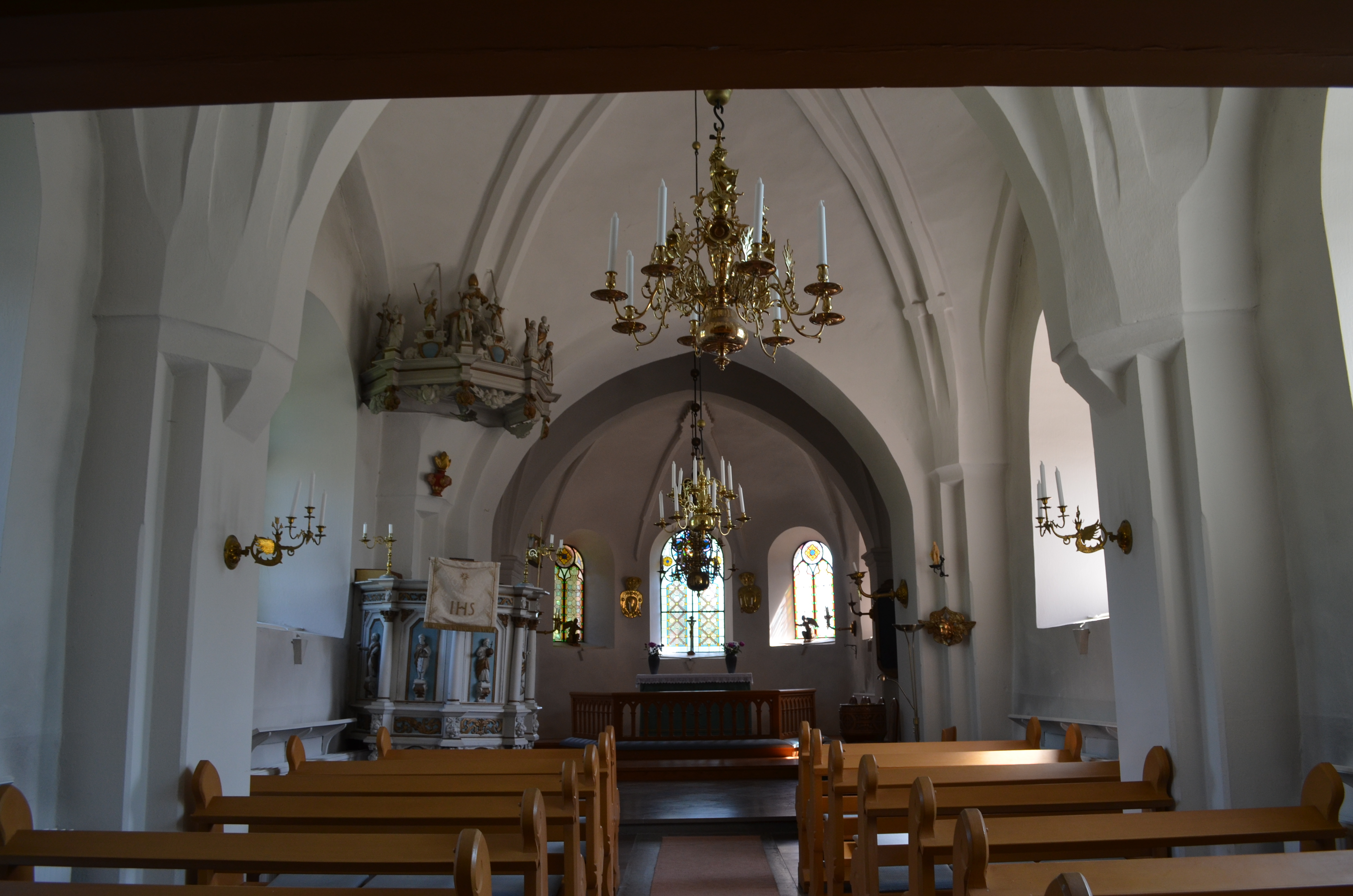
Ripsa kyrkas kyrksal 2020
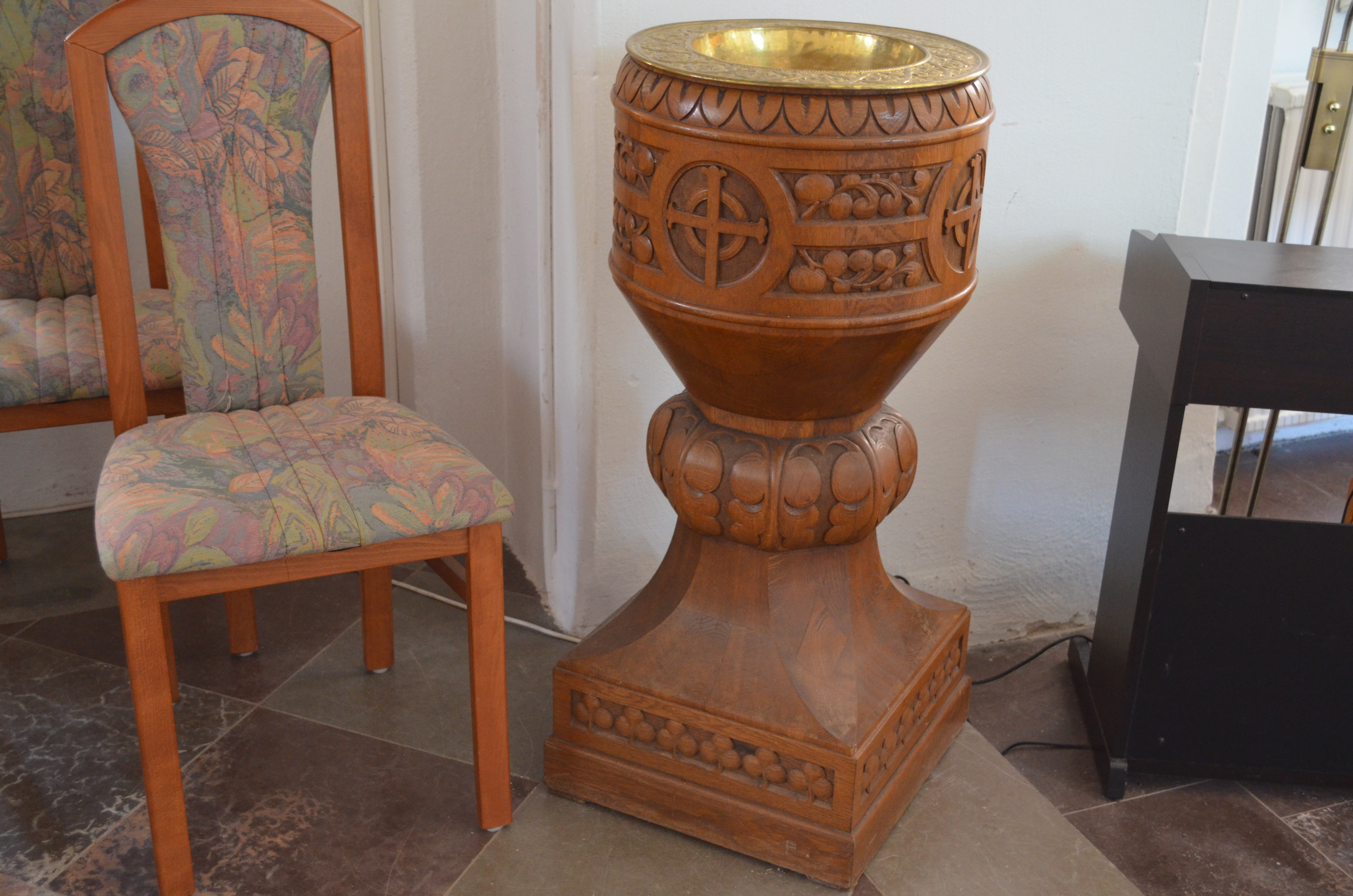
Ripsa kyrkas dopfunt
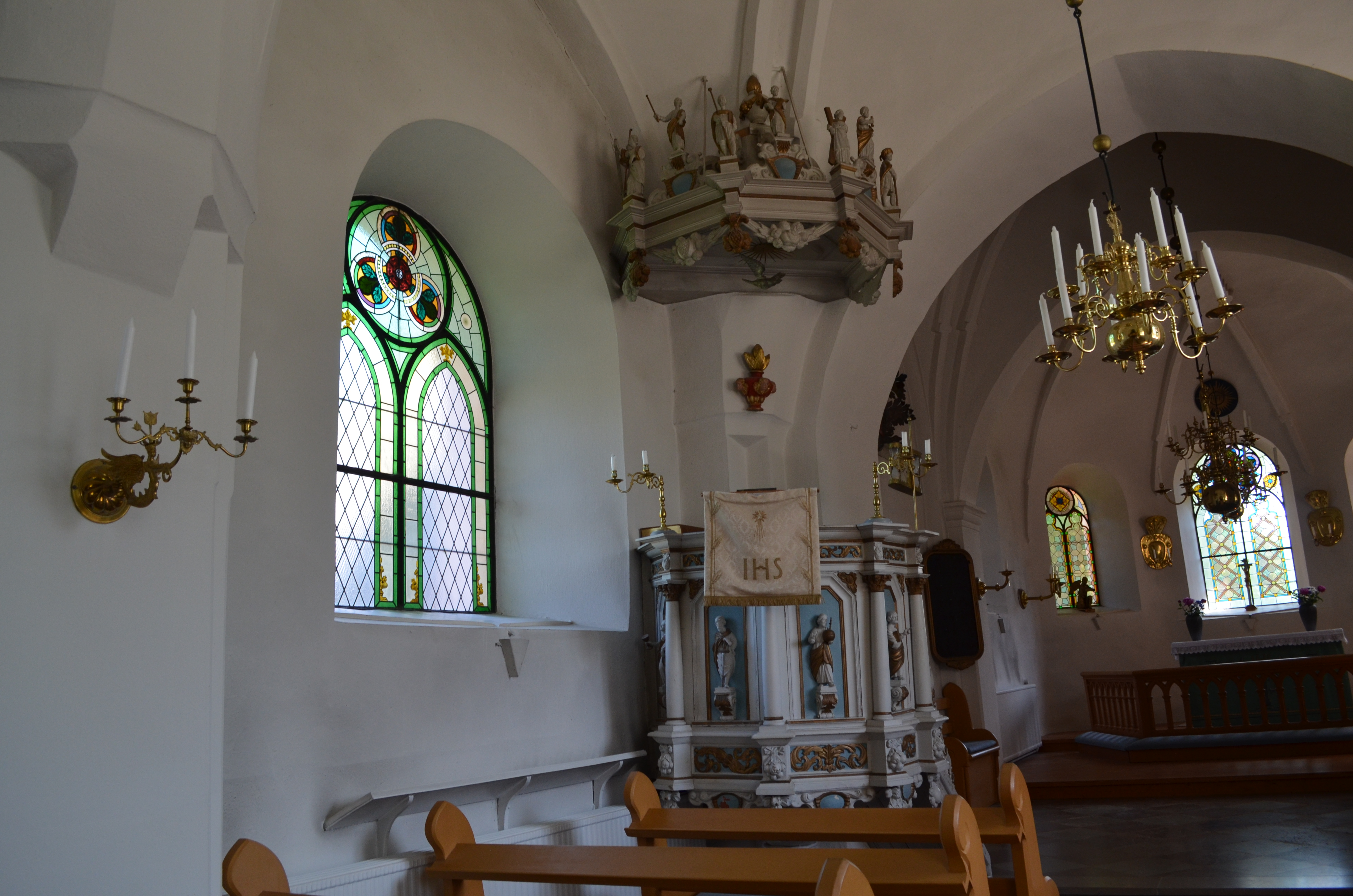
Ripsa kyrkas Predikstol
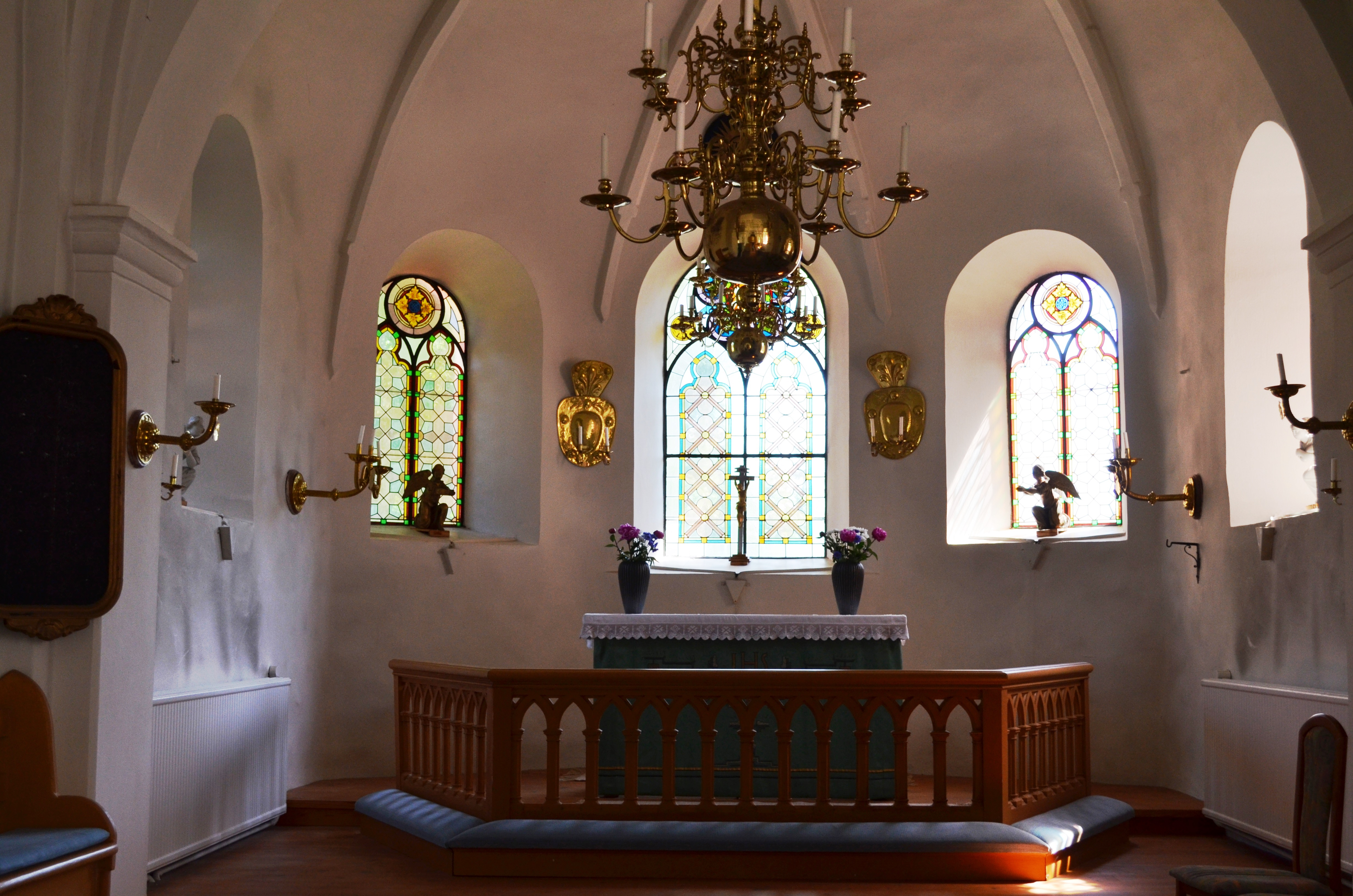
Ripsa kyrkas altare